# Elu (pronombre)

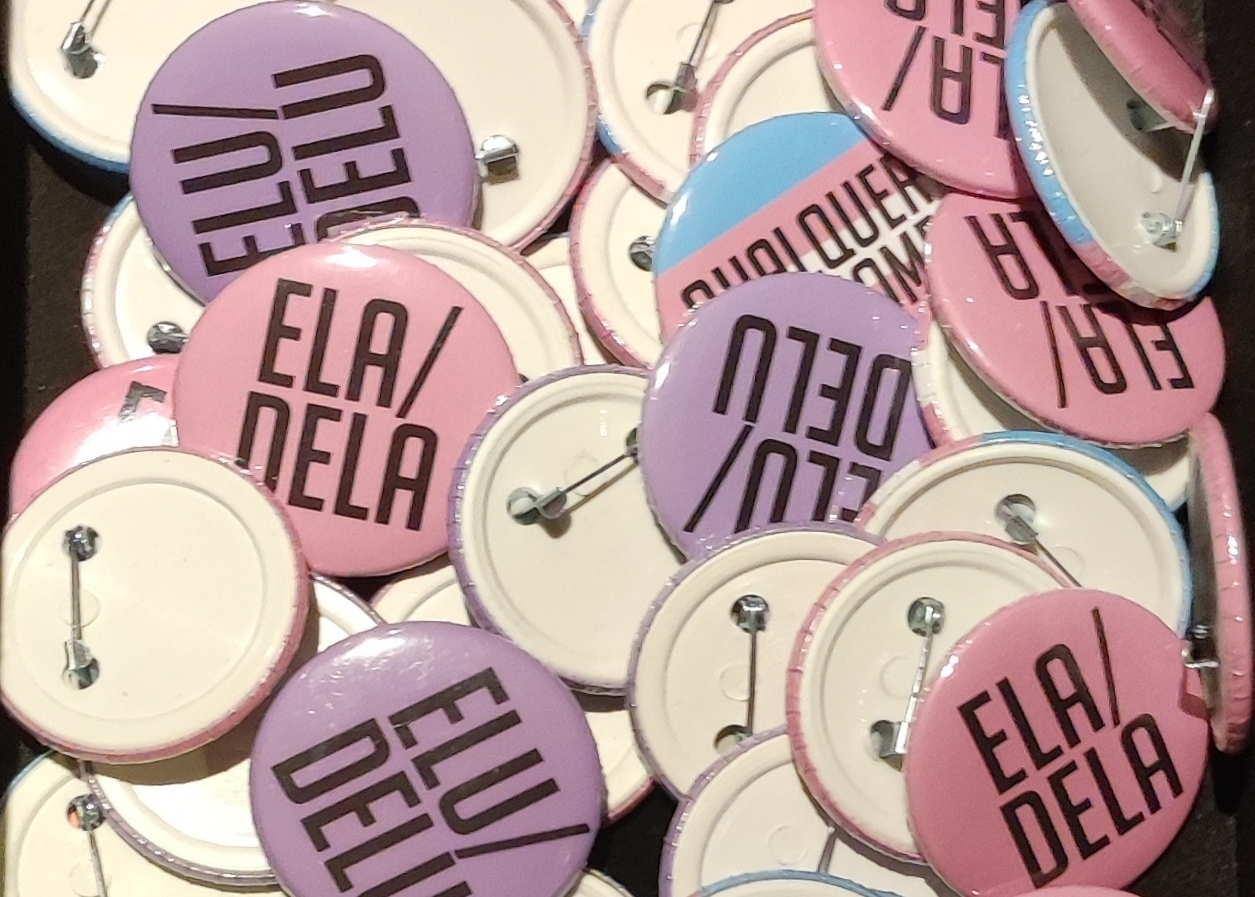
Fotografía con pines mostrando, entre otros, el pronombre elu.

En el idioma portugués, ha habido una creciente demanda por una opción neutral del lenguaje que favorezca una mayor igualdad de género e inclusión social entre hombres, mujeres y personas no binarias. Entre las diferentes propuestas lingüísticas existentes, destaca lo que se conoce como el sistema elu, que introduce un género gramatical neutro con neopronombres personales como "elu, delu, nelu, aquelu", equivalentes a los pronombres femeninos y masculinos ya existentes en el lenguaje. El objetivo de este sistema es proporcionar una manera de referirse a las personas no binarias o cuyo género es desconocido o indeterminado, así como a grupos con individuos de diferentes géneros, sin recurrir al uso del masculino genérico.

## Tipos de lenguaje neutro
El lenguaje neutro en portugués puede dividirse en lenguaje inclusivo o no sexista y lenguaje no binario, neutro o neolenguaje. El lenguaje inclusivo busca utilizar palabras existentes para incluir a todos los géneros, mientras que el lenguaje neutro emplea palabras nuevas o modificadas para lograr este objetivo. Este puede ser el caso del pronombre elu en portugués o el pronombre elle en español.

## Pronombre "elu" y equivalencias en otros idiomas
El pronombre "elu" intenta minimizar problemas en su adaptación al uso oral, auditivo, escrito y visual, buscando similitud con los pronombres "ela" (ella) y "ele" (él). El objetivo de su creación es la inclusión. En portugués, como en español, el plural de los sustantivos se forma generalmente usando de base el masculino, algo considerado sexista por algunos grupos, lo que ha resultado en propuestas para adoptar un género neutro.
Según sus promotores, el uso de pronombres personales neutros, como hen en sueco, elle en español y they singular en inglés, ayuda a combatir el sexismo y la discriminación de género.

## Reglas del sistema
El sistema "elu" se extiende también al neolenguaje, usando neologismos para sustituir palabras con el objetivo de lograr una neutralidad o epicenidad, mediante un cambio de género en determinantes, adjetivos y sustantivos. Esta alteración de género ocurre al cambiar la desinencia nominal, es decir, las letras del final de las palabras. Por ejemplo, las vocales “-a” o “-o”, que están al final de varias palabras con flexión de género (menin-A (niñ-A), menin-O (niñ-O)). Con la introducción del neopronombre "elu", se dan otras normas que posibilitan la neutralidad de género en la lengua: cuando la palabra termina en “-o” en el masculino o “-a” en el femenino, se sustituye esta desinencia por la “-e” (ej: lindo, linda = linde), cuando la palabra termina en “-co” en masculino y “-ca” en femenino, se sustituye la desinencia por “-que” (ej: médico, médica = médique), o si termina en “-go” en el masculino y “-ga” en el femenino, se sustituye por la desinencia “-gue” (ej: amigo, amiga = amigue). En los pronombres posesivos, se sustituye también: “meu(s)” o “minha(s)” por “minhe(s)” o “mi(s)”, y en los artículos determinados “a(s)” y “o(s)” por “ê(s)” o “u(s)”, entre otros cambios.
La propuesta que más destaca es la de los cambios en los pronombres personales, introduciendo los neopronombres "elu, delu, nelu, aquelu", equivalentes a los pronombres femeninos y masculinos existentes en la lengua portuguesa. Estos pronombre intenta minimizar problemas en su adaptación al uso oral, auditivo, escrito y visual, buscando una similitud con "ela" (ella) y "ele" (él).
Los neopronombres portugueses son un enfoque de género neutro para referirse a seres vivos, especialmente humanos. Son neopronombres, es decir, una innovación intencionalmente desarrollada del lenguaje (en contraposición al cambio lingüístico natural). Hay otras posibilidades: "Elo", por ejemplo, se registra desde la década de 1970 para referirse a travestis.
La siguiente tabla contiene sugerencias de inflexiones de algunos neopronombres que cumplirían la misma función que elu:
| ele(a)        | ilu         | elu         | el         | elx         | ile         | ili         | éle         | el@         | elæ         | êla         | elo         |
| ------------- | ----------- | ----------- | ---------- | ----------- | ----------- | ----------- | ----------- | ----------- | ----------- | ----------- | ----------- |
| ele/a(s)      | ilu(s)      | elu(s)      | el(s)      | elx(s)      | ile(s)      | ili(s)      | éle(s)      | el@(s)      | elæ(s)      | êla(s)      | elo(s)      |
| dele/a(s)     | dilu(s)     | delu(s)     | del(s)     | delx(s)     | dile(s)     | dili(s)     | déle(s)     | del@(s)     | delæ(s)     | dêla(s)     | delo(s)     |
| nele/a(s)     | nilu(s)     | nelu(s)     | nel(s)     | nelx(s)     | nile(s)     | nili(s)     | néle(s)     | nel@(s)     | nelæ(s)     | nêla(s)     | nelo(s)     |
| este/a(s)     | istu(s)     | estu(s)     | est(s)     | estx(s)     | iste(s)     | isti(s)     | éste(s)     | est@(s)     | estæ(s)     | êsta(s)     | esto(s)     |
| deste/a(s)    | distu(s)    | destu(s)    | dest(s)    | destx(s)    | diste(s)    | disti(s)    | déste(s)    | dest@(s)    | destæ(s)    | dêsta(s)    | desto(s)    |
| neste/a(s)    | nistu(s)    | nestu(s)    | nest(s)    | nestx(s)    | niste(s)    | nisti(s)    | néste(s)    | nest@(s)    | nestæ(s)    | nêsta(s)    | nesto(s)    |
| esse/a(s)     | issu(s)     | essu(s)     | ess(s)     | essx(s)     | isse(s)     | issi(s)     | ésse(s)     | ess@(s)     | essæ(s)     | êssa(s)     | esso(s)     |
| desse/a(s)    | dissu(s)    | dessu(s)    | dess(s)    | dessx(s)    | disse(s)    | dissi(s)    | désse(s)    | dess@(s)    | dessæ(s)    | dêssa(s)    | desso(s)    |
| nesse/a(s)    | nissu(s)    | nessu(s)    | ness(s)    | nessx(s)    | nisse(s)    | nissi(s)    | nésse(s)    | ness@(s)    | nessæ(s)    | nêssa(s)    | nesso(s)    |
| aquele/a(s)   | aquilu(s)   | aquelu(s)   | aquel(s)   | aquelx(s)   | aquile(s)   | aquili(s)   | aquéle(s)   | aquel@(s)   | aquelæ(s)   | aquêla(s)   | aquelo(s)   |
| daquele/a(s)  | daquilu(s)  | daquelu(s)  | daquel(s)  | daquelx(s)  | daquile(s)  | daquili(s)  | daquéle(s)  | daquel@(s)  | daquelæ(s)  | daquêla(s)  | daquelo(s)  |
| naquele/a(s)  | naquilu(s)  | naquelu(s)  | naquel(s)  | naquelx(s)  | naquile(s)  | naquili(s)  | naquéle(s)  | naquel@(s)  | naquelæ(s)  | naquêla(s)  | naquelo(s)  |
| àquele/a(s)   | àquilu(s)   | àquelu(s)   | àquel(s)   | àquelx(s)   | àquile(s)   | àquili(s)   | àquéle(s)   | àquel@(s)   | àquelæ(s)   | àquêla(s)   | àquelo(s)   |
| praquele/a(s) | praquilu(s) | praquelu(s) | praquel(s) | praquelx(s) | praquile(s) | praquili(s) | praquéle(s) | praquel@(s) | praquelæ(s) | praquêla(s) | praquelo(s) |

Las alteraciones son solamente válidas para tratarse de personas. El tratamiento para objetos permanece el mismo, no perdiendo su género gramatical original. Los pronombres “esto”, “eso” y “aquello” (“isto”, “isso” y “aquilo”) cuyo género gramatical es masculino se mantienen. Los adjetivos y complementos deben también mantener la concordancia con el género gramatical del sujeto, siendo un error que esos elementos no concuerden en género. algunas personas usan e-circunflejo o acento agudo en “elu”: “élu” para replicar el sonido de “e” en ela; y “êlu” para reproducir la pronunciación de “e” en ele.